# EERC
EERC (англ. The Economics Education and Research Consortium) — консорціум, створений 1995 року з метою поглиблення економічної освіти та економічних досліджень у країнах СНД. EERC є одним із двох співзасновників Київської школи економіки. в жовтні 2017 року завершилося перейменування The Economics Education and Research Consortium (EERC) в Kyiv School of Economics.